# سارم
سارم،یا بهشت گمشده میلتون روستایی است زیبا و سرسبز از توابع بخش هزارجریب شهرستان نکا در استان مازندران ایران. در فاصله ۳۵ کیلومتری جنوب شرقی نکا در میان جنگل‌های انبوه. دارای راه آسفالته، برق، گاز، آب، تلفن با محیطی بکر و آرام و جاذبه‌های طبیعی فراوان.

## جمعیت
این روستا در دهستان استخرپشت قرار دارد و براساس سرشماری مرکز آمار ایران در سال ۱۳۸۵، جمعیت آن ۳۵۷ نفر (۱۰۱خانوار) بوده‌است.